# Ницская волость
Ни́цская во́лость (латыш. Nīcas pagasts) — одна из территориальных единиц Южно-Курземского края Латвии, в историко-культурной области Курземе. Находится на западе края. Граничит с городом Лиепая, с Отанькской, Руцавской, Дуникской и Гробинской (через озеро Лиепаяс) волостями своего края. Волостной центр — село Ница.

## Этимология
Слово «ница» означает низину, нижнее течение реки, место ниже по течению (Ница расположена на берегу нижнего течения Барты, недалеко от её впадения в Лиепайское озеро). 

## История
Ница первый раз упоминается в источниках в 1560 году (в то время там существовала церковь). Территория Ницской волости ранее включала также Отанькскую волость и до 1919 года часть нынешней Дуникской волости.
В 1945 году в Ницской волости были основаны Ницский, Банажский, Юрмалциемский и Отаньский сельсоветы. В 1949 году волостное деление было отменено. В 1951 году к Ницскому сельсовету была присоединена часть Банажского сельсовета, в 1954 году — Юрмалциемский, Бернатский и Перконский сельсоветы (в 1956 году Перконский сельсовет был создан заново, в него включили территории колхоза «Имантс Судмалис» и рыболовецкого хозяйства «Sarkanais karogs» (рус. Красное знамя) из Ницского сельсовета), в 1975 году — Перконский сельсовет и часть Руцавского сельсовета. В 1990 году Ницский сельсовет был преобразован в Ницскую волость.
В 2009 году, в результате латвийской административно-территориальной реформы, Ницская волость вошла в состав вновь образованного Ницского края. В ходе административно-территориальной реформы Латвии 2021 года, Ницский край был упразднён, Ницская волость вошла в состав укрупнённого Южно-Курземского края.

## География
Ницская волость расположена на Бартавской равнине Приморской низменности. Вдоль побережья Балтийского моря простирается зона дюн, к югу от Юрмалциемса находятся самые высокие прибрежные дюны в Латвии. Самая высокая дюна — Пусену калнс (абсолютная высота 37 метров, относительная высота 31 метр).
В территорию волости входит западная часть озера Лиепаяс. Озеро отделено от Балтийского моря полосой земли, шириной 2—3 км. Западный берег озера невысокий, образующий полуострова и заливы, озеро сильно заросшее, на дне есть сапропель и лечебные грязи, на побережье зоны отдыха и лодочные базы. В южной части волость граничит с сильно заросшим озером Папес. Через волость протекает река Барта, которая раньше образовывала разветвлённую дельту при впадении в Лиепайское озеро. Поскольку часть территории волости находится ниже уровня моря и часто затапливалась, в 1857 году на государственные средства были построены дамбы. В 1930—1937 годах на обоих берегах Барты были также насыпаны дамбы. В 1956—1963 годах были созданы польдеры Тоселе — Меке. Река Тоселе, ранее бывшая притоком Барты, стала польдерным обводным каналом, а озеро Мекес и низменное болото Мекес были осушены. 
На территории Ницской волости находятся охраняемые природный парк Бернати и природный парк Папе.

## Население
В 2000 году в Ницской волости проживало 2839 человек, из них 48,7 % мужчин, 51,3 % женщин. По национальному составу: латышей — 94,9 %, русских — 2,0 %, литовцев — 1,3 %. В Нице проживал 981 человек, в Бернати — 168 человек, в Юрмалциемсе — 133 человека.
По состоянию на 1 января 2022 года население волости составляло 2460 человек.

## Экономика
Есть сведения, что во времена правления герцога Якоба в Нице располагалась большая конная ферма. Песчаная земля у моря бесплодна, поэтому в древности основным источником существования жителей было рыболовство. Во время аграрной реформы 1920 года мызская земля Ницской волости была разделена на небольшие крестьянские хозяйства. В 1935 году в волости насчитывалось 851 крестьянское хозяйство. Работали 3 три ветряные мельницы, 2 кирпичные печи и 13 продуктовых магазинов. В 1934 году в Юрмалциемсе на государственные средства были построены три мола (сохранившиеся до наших дней).
В советское время на территории были созданы колхозы «Большевик», «Sarkanā blāzma» (рус. Красная заря), «Uz priekšu» (рус. Вперёд), «Имантс Судмалис», постепенно объединённые в совхоз «Ница», основанный в 1960 году и отличавшийся сравнительно высокими экономическими показателями. Были построены просторное административное здание, дом культуры, детский сад, пристройка к школе, дом спорта. В Нице работал маслозавод, в Юрмалциемсе — маслозавод, лесопилка и пункт приёмки рыбы.
По состоянию на 2000 год в волости было 180 крестьянских хозяйств и 1176 приусадебных хозяйств. Развито молочное и мясное животноводство. Работало 3 тепличных комплекса, 2 рыбоперерабатывающих предприятия, хлебопекарня с кондитерским цехом, швейное предприятие, 2 механические мастерские, сельскохозяйственная техническая служба, деревообрабатывающее предприятие, лесничество. 13 магазинов, в том числе 6 продуктовых магазинов, 5 предприятий общественного питания, АЗС.

### Транспорт
Через Ницскую волость проходят государственная автомобильная дорога высшей категории A11 Лиепая — Литовско-латвийская граница (Руцава) и местные автодороги V1231 Клампьи — Юрмалциемс, V1220 Ница — Ечи — Пеши, V1222 Ница — Отаньки — Гробиня.

## Образование и культура
Первая школа в Ницской волости была основана в доме пономаря в 1857 году. Первая библиотека была основана в 1903 году. Перед Первой мировой войной в волости было 6 школ. В годы первой Латвийской республики были открыты ещё 3 школы, в том числе сельскохозяйственная школа. Помимо 6-классной основной школы в Нице, имелись Рудская, Отанькская, Лейниекская и Пайпская 4-классные начальные школы. 
В 1957 году основная школа была реорганизована в среднюю школу, которая имела сельскохозяйственный уклон. В 1985 году школу расширили, в 1986 году при школе был создан музей. 
По состоянию на 2000 год в Ницской волости работала средняя школа, детский сад «Spārīte». В здании средней школы также работала Ницская музыкальная школа, предоставлявшая обучение по классу фортепиано, скрипки, кларнета, аккордеона, гитары. В Ницской средней школе располагался консультационный пункт заочного среднего обучения.
По состоянию на 2024 год в Ницской волости действуют средняя школа, детский сад «Spārīte», музыкальная школа, дом культуры, общественный центр в Юрмалциемсе, хранилище старинных предметов и библиотека. Работают любительские коллективы: мужской и женский хоры, вокальный ансамбль старшего возраста «Sentiments», любительский театр, танцевальный ансамбль среднего возраста «Ница», ансамбль латышских и игровых танцев, детский вокальный ансамбль дошкольного возраста «Čiekuriņi», Ницский этнографический ансамбль.  